# Anne-France Dautheville
Anne-France Dautheville (22 de marzo de 1944) es una periodista, escritora, motera y viajera francesa, es conocida por haber sido la primera mujer en dar la vuelta al mundo en moto ella sola. Este viaje y otros muchos los cuenta en varios de sus libros.

## Biografía
Hija de una alsaciana y un cevenol crece entre la Rue Lauriston (16 arrondissement de Paris) y un pueblo de Seine-et-Marne, siendo educada en la religión protestante.
Después de terminar sus estudios se muda al centro de París y trabaja en una agencia de publicidad para varias empresas como Radio Luxembourg, J. Walter Thompson y Havas. Durante mayo de 1968, a causa de las huelgas que paralizan el metro, compra una mobylette Honda. Gracias a este nuevo medio de locomoción comienza a viajar por toda Francia llena de un espíritu de libertad.
En 1972, se organiza el Raid Orion en el que desea participar, es la primera competición de motos ente París e Isfahán (Irán) organizada por la Guilde europea del du raid y la revista Moto Revue. Es la única mujer entre los 92 pilotos y su candidatura es rechazada en un principio aunque días después finalmente es aceptada. El 31 de julio, forma parte de los pilotos que descienden por la avenida de los Campos Elíseos (París) con una Moto Guzzi V7 prestada. Al llegara a Isfahán decide continuar siguiendo a un grupo de once pilotos por Afganistán y más tarde a cinco pilotos por Pakistán.
El 13 de noviembre, llega a Francia y poco después escribe su primer libro, Une demoiselle sur une moto. A continuación descubre lo que se dice sobre ella en el mundo de la moto: lesbiana, ninfómana y que habría terminado el raid en camión. A partir de ahí decide dar la vuelta al mundo ella sola en una Kawasaki 100 cc de dos tiempos. en 1973, comienza su vuelta al mundo en Canadá pasando por Alaska, Japón, India, Pakistán, Afganistán, Irán, Turquía, Bulgaria, Yugoslavia, Hungría, Austria, Alemania y Francia. Esta vuelta al mundo la cuenta en su libro Y me llevó el viento. En 1975, da la vuelta a Australia en una BMW Motorrad de 750 cc. En 1978 en una  BMW 800 cc viaja desde Cairns a Darwin para el rodaje de la película Follow That Girl!.
En 1981, esta vez en una Honda 250 cc, recorre América Latina. Este sería su último gran viaje que dariá lugar al libro La Piste de l'Or.
Se dedicó a la botánica y a la literatura durante muchos años dejando a un lado el mundo de las motos.
En 2016, la casa de moda Chloé se inspira en Dautheville para su colección de otoño-invierno basándose en su look motero de la época despertando una nueva corriente de admiradores que no para de crecer.
Es coguionista con Vincent Steiger de L'Odyssée du loup (2019).

## Obras
- Une demoiselle sur une moto, Flammarion, 1973.
- Et j'ai suivi le vent, Aventures vécues de Flammarion, 1975. Rééd (Petite bibliothèque Payot Voyageurs, 2017).
- L'Histoire de Jeff Walcott, Belfond, 1978.
- La Piste de l'or, Plon, 1982.
- Le Voleur d'images, Plon, 1983.
- La Ville sur l'eau, Plon, 1985.
- Les Anges de sainte Catherine, Stock, 1987.
- Les Variations Maraldi, Julliard, 1989.
- L'Africaine, Olivier Orban, 1990.
- Les Chevaux du ciel, Le Rocher, 1992.
- Julie chevalier de Maupin, Lattès, 1995.
- Les Très Riches Heures de Meslois sur le Sansonnet, Olympio, 2000.
- Le Grand Dictionnaire de mon petit jardin, Minerva, 2004.
- Avec Pierre Gay, Les Zoos pour quoi faire ?, Delachaux et Niestlé, 2005.
- L'Intelligence du jardinier, Arthaud, 2009.
- Le Grand Dictionnaire de mon petit jardin, Belin, 2013.
- Les Miscellanées des plantes, Buchet Chastel, 2016.
- Les Miscellanées de mon jardin, Buchet Chastel, 2018.
- Impressions d'Avicenne, Amazon ebook, 2016.
- La vieille qui conduisait des motos, Payot, 2019.
- Harmonie, Alma, 2019.
- Y me llevó el viento, Interfolio, 2019